# Necroscia bistriolata
Necroscia bistriolata är en insektsart som först beskrevs av Ludwig Redtenbacher 1908.  Necroscia bistriolata ingår i släktet Necroscia och familjen Diapheromeridae. Inga underarter finns listade i Catalogue of Life.